# Gérard Daille

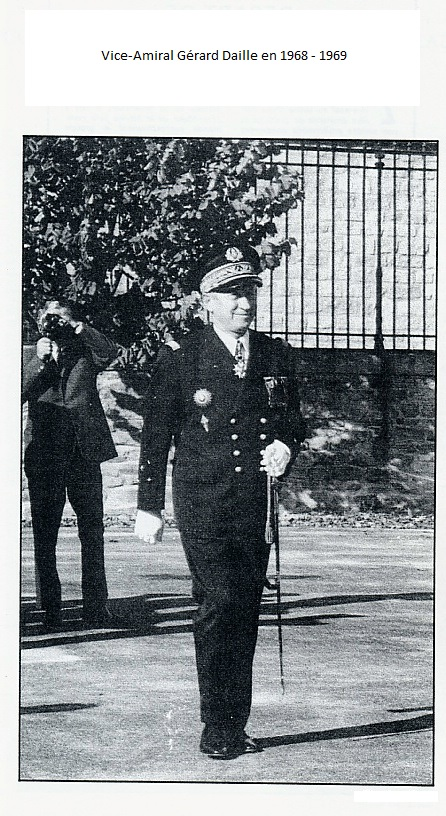
Le vice-amiral Gérard Daille en 1968

Gérard Roger Ambroise Daille,  né le 6 février 1916 à Jacob-Bellecombette (Savoie), et mort le 6 février 2000 à Arcachon (Gironde), est un amiral français. Engagé dans les Forces navales françaises libres durant la Seconde Guerre mondiale, il poursuit sa carrière dans la Marine nationale après guerre, occupant divers commandement dont celui du porte-avions Clemenceau. Il sera au début des années 1970, préfet maritime de Brest puis Inspecteur général de la marine.

## Biographie
Sa famille paternelle est originaire de Savoie. Son père, Émile–Louis Daille (1889-1918) est mort en Serbie des suites d'une maladie contractée en service, le jour de l'armistice, 11 novembre 1918. Son oncle Amédée Daille (1896-1985), le frère d'Émile–Louis, est inspecteur des contributions de Savoie. Il est maire de Chambery à la Libération en 1944. Son grand-père paternel, Joseph Ambroise Daille (1859-1943), est instituteur à Chambéry et à Cruet et son grand-oncle, Marius Daille (1878-1978), est un officier de l'armée qui s'illustra en 1918 lors de la bataille de Montdidier en 1918 et qui, devenu général de corps d'armée sera le commandant du 45e corps d'armée de forteresse dans le Jura lors du début de la Première Guerre mondiale, corps d'armée qui, acculé, par les Allemands, se réfugiera en Suisse en juin 1940. 
Gérard Daille entre à l'École navale en octobre 1935 et en sort Enseigne de vaisseau 2e classe en octobre 1937. Enseigne de vaisseau de 1re classe (octobre 1939), il sert lors d'une campagne en Extrême-Orient sur l'aviso colonial Savorgnan de Brazza qui participe en mai-juin 1940 à l'évacuation de Dunkerque (opération Dynamo). 
Dès juillet 1940, avec son bâtiment commandé par André Roux et alors saisi en Angleterre, il rallie les Forces navales françaises libres et prend part aux combats de Dakar et du Gabon contre les forces françaises du régime de Vichy (automne 1940) puis en 1941 aux combats en Mer Rouge, en appui des Belges et des Britanniques qui combattent les Italiens en Éthiopie et en Érythrée. Lieutenant de vaisseau (avril 1941), il participe au blocus de Djibouti, territoire français alors rallié à Vichy, entre mai 1941 et  janvier 1942.
Il quitte le Savorgnan de Brazza le 6 février 1943 pour devenir officier en second du torpilleur La Combattante (1943). Il se fait favorablement remarquer lors de nombreux combats dans la Manche et lors du débarquement de Normandie. Fin aout 1944, il commande la Roselys et la 1re division de corvettes. 
Après la fin de la Seconde Guerre mondiale, il poursuit sa carrière dans la Marine nationale. Il est promu capitaine de corvette en avril 1947. Il participe alors à la campagne d'Indochine à bord du croiseur Tourville de la 1re division de croiseurs puis à l'état-major des Forces maritimes en Extrême-Orient. 
Il commande en 1950 le destroyer d'escorte Hova (en). Il est promu capitaine de frégate en octobre 1951 et sert alors au cabinet du ministre de la Marine. Il sert à bord de la Jeanne d'Arc comme directeur des études de l'École d'application des enseignes de vaisseau. Il commande ensuite le bâtiment-base Gustave Zédé (en) en 1954-1955. 
Promu Capitaine de vaisseau (octobre 1958), il est attaché au cabinet militaire du général de Gaulle (1958) puis affecté à l'état-major particulier de la présidence lorsque celui-ci devient président de la République.
Il commande le porte-avions Clemenceau en 1963-1964. Nommé contre-amiral en décembre 1964, il devient sous-chef d'état-major à l'État-major de la Marine à Paris. Il y organise l'observation des essais en vol des missiles balistiques ou tactiques, créant le Groupe naval d'essais et de mesures (le Groupe M) dont il prend le commandement en 1966, il arbore alors sa marque sur l'escorteur d'escadre Guépratte puis sur le Henri Poincaré. Commandant de l'arrondissement maritime de Lorient (1968), il est promu vice-amiral (décembre 1968) et va commander l'escadre de l'Atlantique (1969). Il est élevé au rang et appellation de vice-amiral d'escadre en avril 1970. 
Préfet maritime de Brest (1972) et commandant en chef pour l'Atlantique, il est élevé au rang et appellation d'amiral en septembre 1975 puis devient inspecteur général de la marine (1975). Il quitte le service actif en 1977. 
Membre du conseil d'administration du Centre national d'exploitation des océans, président directeur général de la Société française d'exportation de matériels navales militaires, il est élu en 1977 à l'Académie de marine.
Il meurt à 84 ans, le jour de son anniversaire, le 6 février 2000 à Arcachon.

## Récompenses et distinctions
- Grand officier de la Légion d'honneur
- Grand-croix de l'ordre national du Mérite
- Croix de guerre 1939–1945 (3 citations)
- Médaille de la Résistance française avec rosette
- Commandeur de l'ordre du Mérite maritime
- Médaille commémorative des services volontaires dans la France libre
- Distinguished Service Cross (Royaume-Uni)
- Commandeur de l'ordre royal de Victoria (Royaume-Uni)
- Insignes de 1er classe, médaille du Mérite militaire de la marine portugaise[4].